# Bessunger Straße 51 (Griesheim)
Das Wohnhaus Bessunger Straße 51 ist ein denkmalgeschütztes Bauwerk in Griesheim.

## Geschichte und Beschreibung
Das Wohnhaus wurde um das Jahr 1911 nach Plänen des Griesheimer Architekten Georg Gerhardt erbaut.
Der kleine eingeschossige Eckbau besitzt ein Mansarddach und einen breiten Eckturm mit einem gebrochenen biberschwanzgedecktem Pyramidendach. 
Bemerkenswert sind der kubische Baukörper und die verzierten Sandsteingewände.
Der Sockel des Hauses besteht aus rotem Sandstein.
Das Eckhaus steht an städtebaulich dominanter Stelle.

## Denkmalschutz
Das Gebäude ist ein typisches Beispiel eines Wohnhauses der 1910er-Jahre in Griesheim.
Aus architektonischen, baukünstlerischen und stadtgeschichtlichen Gründen steht es unter Denkmalschutz.